# Seiji Miyaguchi
Seiji Miyaguchi (宮口精二, Miyaguchi Seiji) est un acteur japonais, né le 15 novembre 1913 à Tokyo et mort le 12 avril 1985.

## Biographie
Seiji Miyaguchi a commencé sa carrière d'acteur de cinéma en 1945, il fait sa première apparition sur les écrans dans La Nouvelle Légende du grand judo d'Akira Kurosawa. Son physique décharné et son visage émacié lui permettent d'interpréter des rôles de gangsters et de cadres stoïques.
Il est surtout connu pour son rôle mémorable du maître d'armes Kyuzō dans Les Sept Samouraïs qui lui a valu le prix Mainichi du meilleur second rôle masculin.
Seiji Miyaguchi a tourné dans près de 80 films entre 1945 et 1984.

## Filmographie partielle

Minoru Ōki et Seiji Miyaguchi dans Le Guet-apens (1958).

### Années 1940
- 1945 : La Nouvelle Légende du grand judo (續姿三四郎, Zoku sugata sanshiro?) d'Akira Kurosawa : Kohei Tsuzaki
- 1946 : Les Descendants de Taro Urashima (浦島太郎の後裔, Urashima Taro no koei?) de Mikio Naruse
- 1947 : Sanbon yubi no otoko (三本指の男?) de Sadatsugu Matsuda

### Années 1950
- 1951 : Le Bon Démon (善魔, Zen-ma?) de Keisuke Kinoshita : rédacteur en chef
- 1951 : Été précoce (麦秋, Bakushu?) de Yasujirō Ozu : Nishiwaki
- 1951 : Feux d'artifice sur la mer (海の花火, Umi no hanabi?) de Keisuke Kinoshita : Gunzō Ishiguro
- 1951 : Inochi uruwashi (命美わし?) de Hideo Ōba : Oshima
- 1952 : Vivre (生きる, Ikiru?) d'Akira Kurosawa : chef yakuza
- 1953 : L'Étreinte (抱擁, Hoyo?) de Masahiro Makino : un gangster
- 1953 : Le Cuirassé Yamato (戦艦大和, Senkan Yamato?) de Yutaka Abe
- 1953 : Eaux troubles (にごりえ, Nigorie?) de Tadashi Imai : Gen Shichi
- 1954 : Les Sept Samouraïs (七人の侍, Shichinin no samurai?) d'Akira Kurosawa : Kyuzō
- 1954 : Quartier sans soleil (太陽のない街, Taiyo no nai machi?) de Satsuo Yamamoto
- 1956 : Printemps précoce (早春, Soshun?) de Yasujirō Ozu
- 1956 : Le Quartier des ténèbres (暗黒街, Ankokugai?) de Kajirō Yamamoto
- 1956 : La Chambre des exécutions (処刑の部屋, Shokei no heya?) de Kon Ichikawa : Hanya, le père de Katsumi
- 1956 : Au gré du courant (流れる, Nagareru?) de Mikio Naruse : l'oncle de Namie
- 1957 : Le Château de l'araignée (蜘蛛巣城, Kumonosu jo?) d'Akira Kurosawa : fantôme de samouraï
- 1957 : Crépuscule à Tokyo (東京暮色, Tokyo boshoku?) de Yasujirō Ozu : un policier
- 1957 : Une femme indomptable (あらくれ, Arakure?) de Mikio Naruse
- 1957 : Les Papillons de la nuit (夜の蝶, Yoru no chō?) de Kōzaburō Yoshimura : un client
- 1957 : Un amour pur (純愛物語, Jun'ai monogatari?) de Tadashi Imai : le juge
- 1957 : La Rivière noire (黒い河, Kuroi kawa?) de Masaki Kobayashi : Kin
- 1958 : Le  Guet-apens (張込み, Harikomi?) de Yoshitarō Nomura : Yuji Shimooka
- 1958 : Kuroi kafun (黒い花粉?) de Hideo Ōba : Kitaga
- 1958 : L'Homme au pousse-pousse (無法松の一生, Muhomatsu no issho?) de Hiroshi Inagaki : maître d'armes
- 1958 : La Ballade de Narayama (楢山節考, Narayama-bushi-kō?) de Keisuke Kinoshita : le fils de Matsu-yan
- 1959 : La Condition de l'homme : Il n'y a pas de plus grand amour (人間の條件, Ningen no jōken?) de Masaki Kobayashi : Kyōritsu Ō
- 1959 : Femme de champion (最高殊勲夫人, Saikō Shukun Fujin?) de Yasuzō Masumura : Rintaro Nonomiya
- 1959 : Kiku et Isamu (キクとイサム, Kiku to Isamu?) de Tadashi Imai : le docteur
- 1959 : L'Oiseau des printemps révolus (惜春鳥, Sekishunchō?) de Keisuke Kinoshita : le père d'Akira
- 1959 : Aruhi watashi wa (ある日わたしは?) de Kihachi Okamoto : Masao Shiroyama
- 1959 : Rendez-vous secret (密会, Mikkai?) de Kō Nakahira
- 1959 : Flamme de la passion (情炎, Jōen?) de Teinosuke Kinugasa : Ōshū Mitani

### Années 1960
- 1960 : Histoire singulière à l'est du fleuve (濹東綺譚, Bokutō kitan?) de Shirō Toyoda : Yoshizo
- 1960 : Les salauds dorment en paix (悪い奴ほどよく眠る, Warui yatsu hodo yoku nemuru?) d'Akira Kurosawa : le procureur Okakura
- 1960 : Minagoroshi no uta yori: Kenjū yo saraba (みな殺しの歌より 拳銃よさらば?) d'Eizō Sugawa : Takahashi
- 1960 : Banana (バナナ, Banana?) de Minoru Shibuya
- 1961 : Onnamai (女舞?) de Hideo Ōba : professeur Nunokawa
- 1961 : La Légende de Musashi Miyamoto (宮本武蔵, Musashi Miyamoto?) de Tomu Uchida : Kisuke
- 1961 : Lui et moi (あいつと私, Aitsu to watashi?) de Kō Nakahira : Kokichi
- 1961 : Kuroi gashū dainibu: Kanryū (黒い画集 第二話 寒流?) de Hideo Suzuki
- 1962 : L'Héritage (からみ合い, Karami-ai?) de Masaki Kobayashi : Yoshida
- 1962 : Le Serment rompu (破戒, Hakai?) de Kon Ichikawa : maître d'école
- 1962 : Les Moines lanciers du temple Hozoin (宮本武蔵 般若坂の決斗, Miyamoto Musashi: Hannyazaka no ketto?) de Tomu Uchida : Kisuke
- 1962 : Gekkyū dorobo (月給泥棒?) de Kihachi Okamoto
- 1963 : Les Ailes du Pacifique (太平洋の翼, Taiheiyo no tsubasa?) de Shūe Matsubayashi
- 1963 : Kyoto (古都, Koto?) de Noboru Nakamura : Takichiro Sada
- 1963 : Subarashii akujo (素晴らしい悪女?) de Hideo Onchi
- 1963 : Pavillon dans le brouillard du soir (五番町夕霧楼, Gobanchō yūgirirō?) de Tomotaka Tasaka : Sanzaemon
- 1963 : La Mère (母, Haha?) de Kaneto Shindō : docteur
- 1963 : La Mer étincelante (光る海, Hikaru umi?) de Kō Nakahira : Seiji Tajima
- 1964 : Le Ninja du vent (風の武士, Kaze no bushi?) de Tai Katō
- 1964 : Fleur pâle (乾いた花, Kawaita hana?) de Masahiro Shinoda : chef de bande
- 1964 : Désir meurtrier (赤い殺意, Akai satsui?) de Shōhei Imamura : Genji Miyata
- 1964 : Ai to shi o mitsumete (愛と死をみつめて?) de Buichi Saitō
- 1964 : Kuruwa sodachi (廓育ち?) de Jun'ya Satō
- 1964 : Kwaïdan (怪談, Kaidan?) de Masaki Kobayashi : vieil homme
- 1964 : Kenji Kirishima Saburō (検事霧島三郎?) de Shigeo Tanaka
- 1965 : Garibā no uchū ryokō (ガリバーの宇宙旅行?) de Yoshio Kuroda : Gulliver (voix)
- 1965 : La Guerre des espions (異聞猿飛佐助, Ibun Sarutobi Sasuke?) de Masahiro Shinoda : Jinnai-Kazutaka Horikawa
- 1966 : Ahendaichi jigokubutai totsugekseyo (阿片台地 地獄部隊突撃せよ?) de Tai Katō
- 1967 : Poésie lyrique de la Chikuma (千曲川絶唱, Chikumagawa zesshō?) de Shirō Toyoda
- 1967 : Le Jour le plus long du Japon (日本のいちばん長い日, Nippon no ichiban nagai hi?) de Kihachi Okamoto : Shigenori Tōgō
- 1967 : Taifu tozakuro (颱風とざくろ?) d'Eizō Sugawa : Naokichi Kuwata
- 1968 : Shachō hanjōki (社長繁盛記?) de Shūe Matsubayashi
- 1968 : Zoku shachō hanjōki (続社長繁盛記?) de Shūe Matsubayashi
- 1968 : Aniki no koi bito (兄貴の恋人?) de Shirō Moritani

### Années 1970
- 1971 : Pourquoi ? (愛ふただび, Ai futatabi?) de Kon Ichikawa : le père de Miya
- 1972 : C'est dur d'être un homme : Mon cher quartier (男はつらいよ 柴又慕情, Otoko wa tsurai yo: Shibamata bojō?) de Yōji Yamada : le père d'Utako
- 1974 : C'est dur d'être un homme : La Maladie d'amour (男はつらいよ 寅次郎恋やつれ, Otoko wa tsurai yo: Torajirō koiyatsure?) de Yōji Yamada
- 1975 : Les Fossiles (化石, Kaseki?) de Masaki Kobayashi : Sunami

### Années 1980
- 1982 : À armes égales (The Challenge) de John Frankenheimer : vieil homme
- 1982 : Maboroshi no mizuumi (幻の湖?) de Shinobu Hashimoto : Yoshikane Nagao
- 1983 : Hakujasho (白蛇抄?) de Shun’ya Itō : Jikan
- 1984 : La Vengeance de la sirène (人魚伝説, Ningyo densetsu?) de Toshiharu Ikeda : Tatsuo
- 1984 : Adieu l'arche (さらば箱舟, Saraba hakobune?) de Shūji Terayama : vieil homme
- 1986 : Oedipus no yaiba (オイディプスの刃?) de Tōichirō Narushima : Yoshiyama

## Récompenses et distinctions
- 1955 : prix du film Mainichi du meilleur second rôle masculin pour Les Sept Samouraïs[3]
- 1983 : Médaille au ruban pourpre[1]